# Cseszneky Mihály (fővitéz)

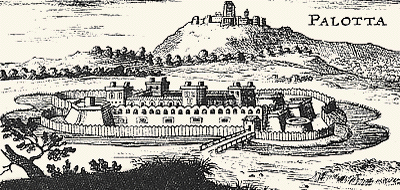
Várpalota a középkorban

Cseszneki és milványi gróf Cseszneky Mihály; magyar főnemes és végvári vitéz a 16. században. A Cseszneky család tagja.
Cseszneky Mihályt 1559-ben nevezték ki palotai fővitéznek, miután Baranyay Balázzsal több, a török által meghódított települést visszaszerzett Veszprém és Fejér vármegye déli részén. Érdemeiért I. Ferdinánd király neki adományozta Bakonynána, Dudar, Káloz, Láng, Aba és Felegres falvakat.
Thury György főkapitány jobbkezeként Palota 1566-os török ostromakor jelentős szerepe volt abban, hogy az alig ötszáz fős magyar őrség eredményesen védte a várat Arszlán budai pasa 7000-8000 fős seregével szemben, míg a gróf Salm Eck által küldött felmentő sereg Győr alól meg nem érkezett. Ezután Salm a palotai vitézek segítségével sikeresen visszafoglalta Veszprémet és Tatát.
Cseszneky, mivel a királyi kincstárból nem kapott pénzt a palotai vár fenntartására, kénytelen volt a szükséges költségeket török elleni portyákkal, illetve a környező falvak megsarcolásával előteremteni. A fővitéz hatalmaskodása miatt a vidék lakói 1588-ban Nádasdy Ferenchez fordultak segítségért, mivel panaszuk szerint évtizedekig nem tudták megművelni földjeiket, s emiatt nagy éhínség pusztított. Cseszneky viselkedése mindazonáltal abban a korban természetesnek számított, csak így tudta megvédeni a rá bízott várat, s ezáltal a környéken élőket is a török támadásaitól.
Tolnai Ambrus Lukács polgárdi unitárius prédikátor Cseszneky földesúri védelmét élvezte, de nincs arra vonatkozó adat, hogy a fővitéz maga is követője lett volna az antitrinitárius tanoknak.